# Liste der Mitglieder des 6. Danziger Volkstages
Diese Liste nennt die Abgeordneten des sechsten und letzten Volkstags der Freien Stadt Danzig. Dieser wurde in der Wahl vom 7. April 1935 bestimmt. Der Volkstag bestand bis 1939 und wurde dann endgültig aufgelöst. Die Regierung der Freien Stadt Danzig war der Senat Greiser.

## Sitzverteilung
Der Volkstag hatte 120 Sitze.
- Nationalsozialistische Deutsche Arbeiterpartei (Hitlerbewegung) 43 Sitze, seit Ende 1935 42 Sitze
- Sozialdemokratische Partei 12 Sitze, seit Ende 1935 13 Sitze
- Zentrumspartei 10 Sitze
- Liste Weise (Deutschnationale Volkspartei) 3 Sitze
- Liste Plenikowski (Kommunistische Partei) 2 Sitze
- Polnische Liste 2 Sitze

Am 14. November 1935 wurde durch Gerichtsbeschluss die ursprüngliche Sitzverteilung geändert. Die SPD erhielt einen Sitz mehr, die NSDAP einen weniger.

## Abgeordnete
In dieser Liste fehlen 3 gewählte Abgeordnete der NSDAP sowie möglicherweise weitere Nachrücker der Parteien.
| Name                 | Fraktion          | Anmerkung                                                                         |
| -------------------- | ----------------- | --------------------------------------------------------------------------------- |
| Otto Andres          | NSDAP             |                                                                                   |
| Norbert Appaly       | NSDAP             |                                                                                   |
| Karl Bartsch         | NSDAP             |                                                                                   |
| Paul Batzer          | NSDAP             |                                                                                   |
| Max Behrendt         | SPD               | Nachrücker 1937, wahrscheinlich für Arthur Brill                                  |
| Max Bertling         | NSDAP             |                                                                                   |
| Edmund Beyl          | NSDAP             |                                                                                   |
| Gerd von Boetticher  | NSDAP             |                                                                                   |
| Karl Braun           | NSDAP             |                                                                                   |
| Arthur Brill         | SPD               | Fraktionsführer, Ende 1936 verhaftet, 1937 zum Mandatsverzicht gezwungen          |
| Erich Brost          | SPD               |                                                                                   |
| Bronislaw Budzynski  | Polnische Liste   | Listenführer                                                                      |
| Horst Busch          | NSDAP             |                                                                                   |
| Otto Ehrlichmann     | NSDAP             |                                                                                   |
| Gustav Fieguth       | NSDAP             |                                                                                   |
| Karl Formell         | Zentrum           |                                                                                   |
| Karl Gall            | NSDAP             |                                                                                   |
| Rudolf Gamm          | Liste Weise       |                                                                                   |
| Johann Gobert        | NSDAP             |                                                                                   |
| Wilhelm Godau        | SPD               |                                                                                   |
| Johannes Günther     | Zentrum           |                                                                                   |
| Paul Harder          | NSDAP             |                                                                                   |
| Adalbert Heldt       | NSDAP             |                                                                                   |
| Otto Heß             | NSDAP             |                                                                                   |
| Johannes Höhn        | Zentrum           |                                                                                   |
| Erwin Johst          | NSDAP             |                                                                                   |
| Edwin Kamrowski      | NSDAP             |                                                                                   |
| Kurt Kapeller        | NSDAP             |                                                                                   |
| Paul Kindel          | NSDAP             |                                                                                   |
| Franz Klein          | Zentrum           |                                                                                   |
| Johannes Knaust      | SPD               |                                                                                   |
| Gustav Kowalke       | NSDAP             |                                                                                   |
| Willy Krampitz       | NSDAP             |                                                                                   |
| Johannes Kruppke     | SPD               |                                                                                   |
| Hans Kuhn            | NSDAP             |                                                                                   |
| Bruno Kurowski       | Zentrum           |                                                                                   |
| Max Lange            | NSDAP             |                                                                                   |
| Otto Langnau         | Liste Plenikowski | Oktober 1937 Übertritt zur NSDAP als Hospitant                                    |
| Anton Lendzion       | Polnische Liste   |                                                                                   |
| Johann Leufgen       | NSDAP             |                                                                                   |
| Walter Maaß          | NSDAP             |                                                                                   |
| Eugen Manteuffel     | NSDAP             |                                                                                   |
| Johannes Mau         | SPD               |                                                                                   |
| Willy Moritz         | SPD               |                                                                                   |
| Gertrud Müller       | SPD               |                                                                                   |
| Paul Nicklas         | NSDAP             |                                                                                   |
| Gustav Nispel        | NSDAP             |                                                                                   |
| David Patzke         | NSDAP             |                                                                                   |
| Anton Plenikowski    | Liste Plenikowski | Listenführer (Kommunistische Partei), 1937 Emigration                             |
| Albert Posack        | Zentrum           |                                                                                   |
| Franz Potrykus       | Zentrum           |                                                                                   |
| John Rabe            | NSDAP             |                                                                                   |
| Karl Rehberg         | SPD               | ?? unsicher, möglicherweise zusätzlicher SPD-Abgeordneter nach Änderung Ende 1935 |
| Erich Schelm         | NSDAP             |                                                                                   |
| Alfons Schmich       | Zentrum           |                                                                                   |
| Eduard Schmidt       | SPD               |                                                                                   |
| Gerhard Schories     | NSDAP             |                                                                                   |
| Franz Gustav Schramm | NSDAP             |                                                                                   |
| Herbert Schulz       | NSDAP             |                                                                                   |
| Richard Stachnik     | Zentrum           |                                                                                   |
| Carl Steinbrück      | Liste Weise       |                                                                                   |
| Gustav Sukatus       | NSDAP             |                                                                                   |
| Erich Temp           | NSDAP             |                                                                                   |
| Georg Thimm          | NSDAP             |                                                                                   |
| Albert Tolius        | NSDAP             |                                                                                   |
| Karl Töpfer          | SPD               |                                                                                   |
| Heinrich Waschke     | NSDAP             |                                                                                   |
| Fritz Weber          | SPD               |                                                                                   |
| Gerhard Weise        | Liste Weise       | Listenführer (Deutschnationale Volkspartei)                                       |
| Paul Weiß            | Zentrum           |                                                                                   |
| Hans Wiechmann       | SPD               |                                                                                   |